# مسألة الزخم الزاوي

مسألة الزخم الزاوي هي مسألة في علم الفيزياء الفلكية وضعها ليون ميستيل في عام 1965.
وجد أنّ قيمة الزخم الزاوي للقرص الكوكبي الأولي أقل من المتوقع بكثير إذا ما تمت مقارنتها بالنماذج التي تحاكي الولادة النجمية. من المتوقع أن تدور الشمس والنجوم الأخرى بشكل أسرع بكثير مما هي عليه في الواقع. لا تظهر الشمس على سبيل المثال سوى ما يعادل نحو 0.3% من إجمالي قيمة الزخم الزاوي للنظام الشمسي بينما يساهم كوكب المشتري بنحو 60٪.